# Елизарова, Екатерина Игоревна
Екатерина Игоревна Елизарова (род. 1986) — российская фотомодель и актриса
.

## Биография
Родилась 17 августа 1986 года в Саратове. Её родители, по образованию инженеры, родились и выросли в этом городе. Её дед — бывший работник КГБ, а прадедушка — М. Т. Елизаров был женат на сестре В. И. Ленина — Анне. Родная сестра Елизаровой — Алиса пошла по стопам старшей сестры, была участницей реалити-шоу «Топ-модель по-русски» четвёртого цикла — Top Model po-russki (cycle 4).
В детстве Екатерина Елизарова посещала уроки балета. Окончив школу, изучала право в лондонском университете Королевы Марии.

### Модель
В 14 лет она была замечена модельным агентом Гиа Джикидзе, после чего Екатерина появилась на обложке Jalouse и снималась в российских телевизионных рекламных роликах Пепси, Сок «Добрый»,  Kirin и La Forêt. Появлялась в журналах Elle и Glamour.
Профессиональной моделью Елизарова стала после окончания университета в 2009 году. Работала со многими агентствами, в том числе в Милане (Why Not Model Agency), Париже (City Models), Гамбурге (M4 Models), Испании (View Management).
Одной из последней работ Елизаровой было сотрудничество с Сэмом Клафлином в кампании On Arrival по рекламе французской водки Cîroc, снятой знаменитым фотографом Марио Тестино.

### Актриса
В 2003 году Екатерина Елизарова появилась в российском музыкальном видео «Небо» Дискотеки Аварии.
В августе-сентябре 2013 года она дебютировала на лондонской сцене в историях Чехова и Бунина в адаптации компании Belka Production. Также участвовала в реалити-шоу Meet the Russians компании Fox UK, рассказывающем и жизни восточных европейцев в Лондоне. В 2015 году Елизарова работала с Би-би-си как эксперт моды и стилист в передаче о богатых русских, живущих в Лондоне.
Её дебют в кино состоялся в 2016 году, когда модель появилась вместе с Юэном Макгрегором и Стелланом Скарсгардом в голливудской экранизации романа Джона Ле Карре — «Такой же предатель, как и мы».
В 2017 году Екатерина Елизарова появилась в сцене после титров фильма «Лига справедливости» в роли охранница Лекса Лютора.

## Личная жизнь
На одном из балов Екатерина Елизарова познакомились с актёром Бенедиктом Камбербэтчем, между ними завязался роман.
Занимается благотворительностью, поддерживает и участвует в мероприятиях Натальи Водяновой в рамках её фонда «Обнажённые сердца».